# 森井輝
森井 輝（もりい あきら、1973年 - ）は、日本の映画・ドラマプロデューサー。日本映画学校（現・日本映画大学）卒業。
THE SEVEN所属。

## 経歴
日本映画学校（現・日本映画大学）卒業。1995年『幻の光』を皮切りに『キッズ・リターン』『血と骨』などの映画制作に従事。2009年株式会社ロボットに入社し、『海猿』・『MOZU』など数々のシリーズコンテンツをプロデュースする。
2017年、自身がプロデューサーを務めるWOWOW連続ドラマW『東京すみっこごはん』の撮影において、出演者である子役俳優を深夜まで拘束していたことが文春オンラインによって報道され、同年5月に予定された放送は中止となった。 また、こうした深夜の撮影に森井も立ち会っていたことをWOWOWは明らかにしている。
2020年には自ら企画したNetflixシリーズ『今際の国のアリス』シーズン1が全世界配信され、世界70カ国以上で視聴回数TOP10入りを果たす。独立して株式会社PlusOneEntertainmentを立ち上げた後も『今際の国のアリスSeason2』・『ゾン100～ゾンビになるまでにしたい100のこと～』・『幽☆遊☆白書』などを手掛ける。2022年8月よりTHE SEVEN所属。

## 主な作品
- 映画『幻の光』（助監督・1995年）
- 映画『キッズ・リターン』（進行助手・1996年）
- 映画『KISS ME』（制作進行・1996年）
- 映画『地雷を踏んだらサヨウナラ』（プロダクションアシスタント・1999年）
- 映画『LOVE/JUICE』（制作担当・2000年）
- 映画『独立少年合唱団』（制作主任・2000年）
- 映画『五条霊戦記』（制作主任・2000年）
- 映画『弟切草』（制作担当・2001年）
- 映画『人間の屑』（制作担当・2001年）
- 映画『非・バランス』（制作主任・2001年）
- 映画『Laundry（ランドリー）』（制作主任・2001年）
- 映画『ごめん』（制作担当・2002年）
- 映画『ホテル・ハイビスカス』（制作担当・2002年）
- 映画『美しい夏キリシマ』（制作担当・2003年）
- 映画『月の砂漠』（制作担当・2003年）
- 映画『キル・ビル Vol.1』（ロケーションマネージャー・2003年）
- 映画『ジャンプ』（制作担当・2004年）
- 映画『血と骨』（制作担当・2004年）
- 映画『いらっしゃいませ、患者さま。』（制作担当・2005年）
- 映画『SHINOBI-HEART UNDER BLADE-』（制作担当・2005年）
- 映画『LIMIT OF LOVE 海猿-UMIZARU-』（ラインプロデューサー・2006年）
- 映画『百万円と苦虫女』（ラインプロデューサー・2008年）
- 映画『BALLAD 名もなき恋のうた』（ラインプロデューサー・2009年）
- 映画『THE LAST MESSAGE 海猿-UMIZARU-』（ラインプロデューサー・2010年）
- 映画『ラブコメ』（協力プロデューサー・2010年）
- 映画『ワイルド7』（プロデューサー・2011年）
- テレビドラマ『味いちもんめ』2011年スペシャル（プロデューサー・2011年）
- 映画『BRAVE HEARTS 海猿-UMIZARU-』（プロデューサー・2012年）
- 映画『ダブルフェイス』（プロデューサー・2012年）
- テレビドラマ『味いちもんめ』2013年スペシャル（プロデューサー・2013年）
- テレビドラマ『MOZU』（プロデューサー・2014年）
- 映画『暗殺教室』（プロデューサー・2015年）
- 映画『劇場版MOZU』（プロデューサー・2015年）
- テレビドラマ『大杉探偵事務所　美しき標的編』（プロデューサー・2015年）
- テレビドラマ『大杉探偵事務所　砕かれた過去編』（プロデューサー・2015年）
- 映画『暗殺教室～卒業編～』（プロデューサー・2016年）
- テレビドラマ『イアリー 見えない顔』（プロデューサー・2018年）
- 映画『小さな恋のうた』（プロデューサー・2019年）
- Netflixシリーズ『今際の国のアリス』シーズン1（プロデューサー・2020年）
- 映画『太陽は動かない』（プロデューサー・2021年）
- Netflixシリーズ『今際の国のアリス』シーズン2（プロデューサー・2022年）
- Netflix映画『ゾン100〜ゾンビになるまでにしたい100のこと〜』（プロデューサー・2023年）
- Netflixシリーズ『幽☆遊☆白書』（プロデューサー・2023年）